# Линдерут, Свен
Свен Харальд Линдерут (швед. Sven Harald Linderot, фамилия при рождении — Ларсон (швед. Larsson), 8 октября 1889, Шедеви, коммуна Финспонг, лен Эстергётланд, Швеция — 7 апреля 1956, Стокгольм, Швеция) — шведский политик-коммунист, один из организаторов Комитета против белого террора в Финляндии, председатель Коммунистической партии Швеции (1929—1951).

## Биография
После посещения начальной школы в Хевле и Реймире с 1900 по 1912 г. работал стеклодувом в Реймюре и Нюняшамме. Участвовал в «Большой забастовке» (1909). С 1912 по 1914 г. был торговым представителем по продаже швейных машин, в 1915 г. становится секретарём профсоюза работников торговли в Стокгольме.
В 1908 г. вступил в Социал-демократическую партию Швеции. С 1916 по 1921 г. был руководителем Социал-демократической молодёжной ассоциации В 1917 г., вместе с другими представителями левой оппозиции руководству СДПШ, вышел из партии и участвовал в создании Левой социал-демократической партии. В 1918 г. меняет свою фамилию на Линдерут. Во время окончания гражданской войны в Финляндии и начала там белого террора, становится одним из организаторов и руководителей Комитета против белого террора в Финляндии. В 1919 г. организовывал доставку продовольствия в Советскую Россию на пароходе «Эскильстуна III».
В 1920—1921 гг. в составе Шведского вспомогательного комитета для военнопленных в Сибири посетил Сибирь и Туркестан.
В 1921 г. партия присоединяется к Коминтерну и меняет своё название на Коммунистическая партия Швеции (КПШ). В 1921 г. сформировал Русский Комитет КПШ, который и занялся сбором пожертвований. Лично договорился о фрахте пароходов «Эгиль», «Миранда» и «Налле», который в августе-ноябре привезли в Петроград 21 тонну продовольствия.
В 1923 г. назначен членом редколлегии газеты Norrskensflamman («Пламя северного сияния») в Лулео, с 1925 по 1927 г. занимает пост её главного редактора. В 1927—1929 гг. — секретарь КПШ. Во время раскола 1929 г. был одной из главных фигур прокоминтерновского крыла, исключивших из партии антисталинистское большинство.
С 1929 по 1951 гг. — председатель КПШ. В роли лидера партии он пытался балансировать между революционной линией Коминтерна и своей верой в мирный путь к социализму через сотрудничество с социал-демократией и другими рабочими движениями. Под его руководством коммунисты показали один из лучших результатов за всю историю — 10,3 % на выборах во вторую палату рикстага в 1944 г. Подал в отставку после неудачи на выборах 1948 г., когда партия набрала лишь 6,31% голосов. С 1951 г. — вновь секретарь КПШ.
На 7-м Всемирном конгрессе Коминтерна был избран членом Исполкома Коминтерна и заместителем его председателя. В 1936—1938 гг. организовал отправку шведских бойцов-интернационалистов в Испанию. Занимался снабжением и логистикой. Во время Второй мировой войны разоблачал в европейской прессе обстоятельств поджога рейхстага (1933). Инициировал создание шведского антифашистского комитета, выступал в поддержку политзаключённых и выступал против шведских фашистов.
В 1938—1949 гг. — депутат риксдага, председатель фракции КПШ (1945—1949).